# بيير وولف
بيير وولف (بالفرنسية: Pierre Wolff)‏ هو كاتب سيناريو وكاتب مسرحي وكاتب فرنسي، ولد في 1865 في باريس في فرنسا، وتوفي في 27 يوليو 1944.

## وصلات خارجية
- بيير وولف على موقع IMDb (الإنجليزية)
- بيير وولف على موقع قاعدة بيانات برودواي على الإنترنت (الإنجليزية)
- بيير وولف على موقع قاعدة بيانات الفيلم (الإنجليزية)